# Elena Caffarena
Elena Caffarena Morice, née le 23 mars 1903 à Iquique au Chili, morte le 19 juillet 2003 à Santiago, est une avocate, juriste, féministe et femme politique chilienne.
Elena Caffarena lutte pour les droits des femmes, notamment pour l'émancipation légale et financière des femmes, comme pour le droit de vote des femmes, et crée en 1938 le Mouvement pour l'émancipation des femmes chiliennes. Elle dépose en 1941 le projet de loi pour le droit de vote des femmes, accepté en 1949. Elle revendique aussi l'amélioration des conditions de vie, la diminution de la mortalité infantile, le droit à l'avortement, la facilitation de l'allaitement maternel, l'amélioration de la santé des enfants.
Pendant la dictature de Pinochet, elle fonde et préside des associations de défense contre le régime de Pinochet, comme le Comité de défense des droits du peuple, et la Fondation pour la protection des enfants victimes de l'État d'urgence. Elle continue à militer après la chute de ce régime.
Elle est considérée par plusieurs historiens comme l'une des personnalités publiques les plus importantes du Chili au XXe siècle.

## Biographie

### Jeunesse et formation
Elena Caffarena naît à Iquique, au Chili, le 23 mars 1903. Elle est la fille de Blas Caffarena, un immigrant italien, et d'Ana Morice. Pendant l'enfance d'Elena Caffarena, sa famille déménage d'Iquique à la capitale, Santiago. Elena Caffarena y fréquente l'université du Chili, et ce séjour aura une grande influence sur sa carrière. Pendant qu'elle est étudiante en deuxième année à l'université, elle travaille à la Defensa Jurídica Gratuita (la Défense juridique gratuite). C'est au cours de ce travail qu'elle rencontre son futur mari, Jorge Jiles. 
Elle obtient sa licence en droit de l'université du Chili en 1926. Elle est une des quinze premières femmes du Chili à obtenir ce diplôme.

### Lutte pour les droits des femmes
Elena Caffarena consacre une grande partie de sa vie à la lutte pour l'émancipation des femmes. Ses deux principales préoccupations sont le droit de vote des femmes et l'assistance sociale aux femmes et aux enfants.
Elle fonde en 1938 avec Olga Poblete le Movimiento Pro-Emancipación de las Mujeres de Chile (MEMCh, Mouvement pro-émancipation des femmes chiliennes) ; elles sont honorées comme pour cela et reconnues « mères fondatrices » par le MEMCh en 1983. Sous la direction et l'impulsion d'Elena Caffarena et Olga Poblete, le MEMCh se bat pour de nombreuses questions relatives aux droits des femmes, notamment les droits des travailleuses, la possibilité du recours à l'avortement, les moyens à accorder pour faciliter l'allaitement maternel et également la diminution du taux de mortalité infantile.
Elena Caffarena présente en 1941 un projet de loi pour le droit de vote des femmes, pour toutes les élections. C'est huit ans plus tard que la loi est votée.
Les principales motivations d'Elena Caffarena et du MEMCh sont d'améliorer les conditions de vie des femmes au Chili, tant à l'intérieur qu'à l'extérieur du foyer. Leur objectif n'est pas de bouleverser complètement le système social mais d'en dénoncer les failles. Elles créent un bulletin mensuel intitulé La Mujer Nueva (Femme Nouvelle) qui couvre une large gamme de sujets allant des problèmes rencontrés dans la vie quotidienne des femmes à la politique internationale. 
Elena Caffarena elle-même est une ardente défenseure de l'indépendance financière des femmes par rapport à leur mari. Elle n'accepte aucune raison d'exclure les femmes de la politique.

### Face à la dictature
Pendant la dictature de Pinochet (1973-1990), Elena Caffarena dirige plusieurs associations depuis sa propre maison, qui est située à l'intérieur d'un séminaire. Deux des organisations qu'elle fonde et qu'elle dirige sont le Comité de Defensa de los Derechos del Pueblo (CODEPU, Comité de défense des droits du peuple) et la Fundación para la Protección de la Infancia Dañada por los Estados de Emergencia (PIDEE, Fondation pour la protection des enfants victimes de l'État d'urgence). Les objectifs de ces deux associations sont d'apporter aide et assistance aux réprimés sous le régime de Pinochet.
Son action lui donne l'occasion de réagir envers les personnalités politiques. Par exemple, lorsque le président González Videla s'exprime devant le IIe Congrès national des femmes, Elena Caffarena et ses partisans sont présents. Au cours de son discours, le président Videla indique qu'il utiliserait l'armée contre le peuple chilien pour qu'il reste. À ce moment du discours, Elena Caffarena l'interrompt et exprime ses préoccupations, puis part en signe de protestation avec un grand groupe de femmes qui la suivent et protègent sa sortie.
Elena Caffarena meurt le 19 juillet 2003, à l'âge de 100 ans. Sa petite-fille est la journaliste Pamela Jiles.

## Principales œuvres
- Capacidad de la mujer casada con relación a sus bienes, 1944.
- ¿Debe el marido alimentos a la mujer que vive fuera del hogar conyugal?, 1947.
- Regímenes matrimoniales en Latinoamérica, 1948.
- Un capítulo en la historia del feminismo. Las sufragistas inglesas, 1952.
- El recurso de amparo frente a los regímenes de emergencia, 1957.
- Diccionario de Jurisprudencia Chilena,  1959.
- Revista de Mujeres Destacadas, 1960.

## Hommages
L'entreprise Google célèbre le 23 mars 2022 le 119e anniversaire de la naissance d'Elena Caffarena avec un doodle.